# 대한주택공사
대한주택공사 (大韓住宅公社, KNHC, Korea National Housing Corporation)는 주택을 건설·공급 및 관리하고 불량주택을 개량하여 국민생활의 안정과 공공복리의 증진에 이바지함을 목적으로 설립된 대한민국의 공기업이다. 1962년 7월 발효된 대한주택공사법에 의거 1941년부터 있었던 대한주택영단을 대한주택공사로 발족하였다.
2009년 한국토지주택공사로 통합하여 해체되었다.

## 연혁

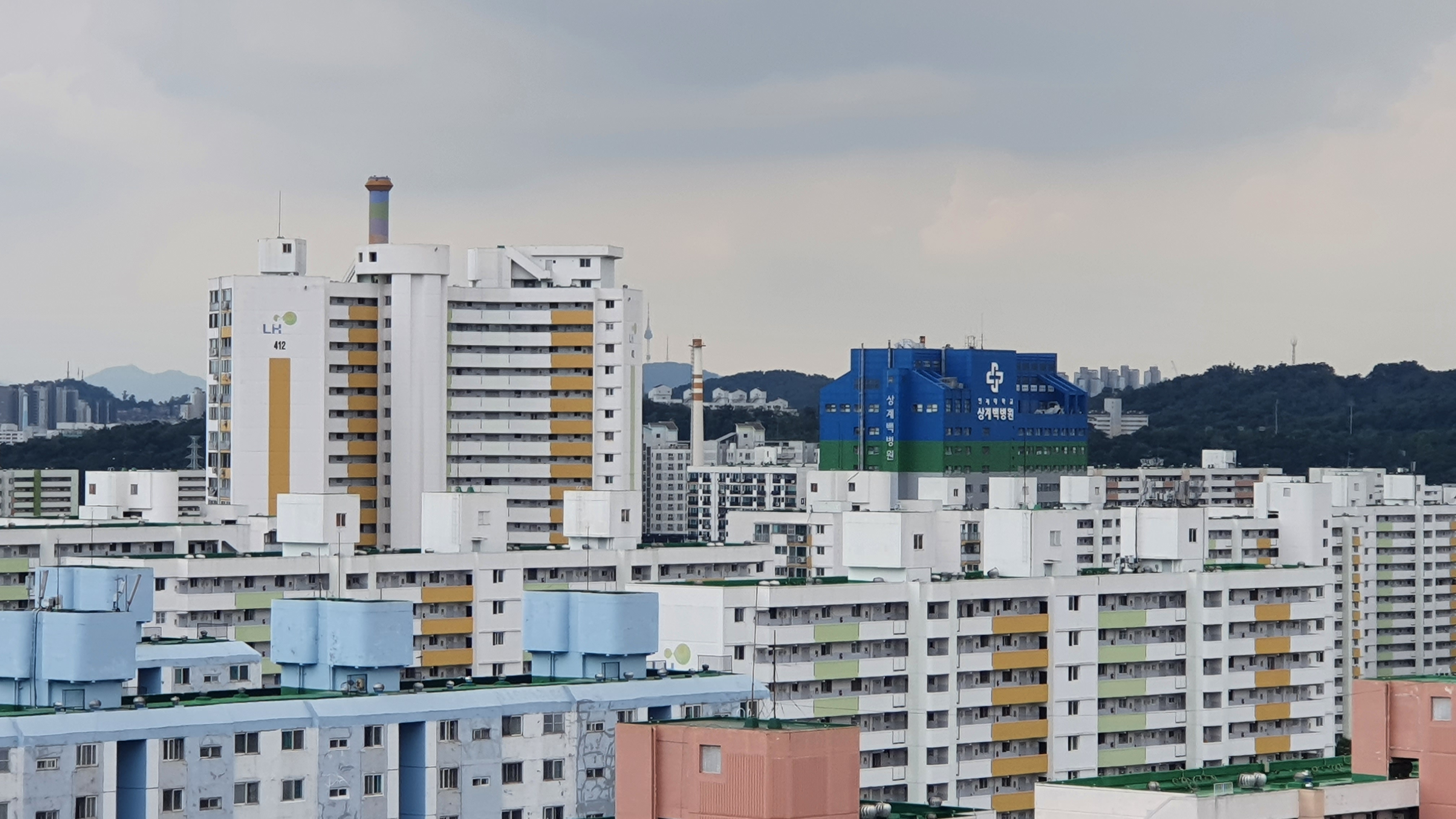
서울특별시 노원구 상계동에 위치한 상계주공4단지 412동의 모습. 상계주공4단지 412동은 대한민국 최초의 25층 높이의 고층 아파트이다.

- 1962년 7월 1일 대한주택공사 설립
- 1962년 국내 최초의 아파트 단지 건설(마포)
- 1965년 대규모 주택단지 조성(서울 강서구 화곡동 132,232m2)
- 1971년 국내 최초의 임대아파트 건설(개봉동)
- 1978년 잠실 아파트 건설(19,180호) (1975~1978)
- 1979년 반포 아파트단지 건설(7,906호) (1971~1979)
- 1984년 과천 신도시 건설(13,522호) (1980~1984)
- 1986년 성남 수정구 아파트 건설 (1984~1986)
- 1987년 성남 중원구 아파트 건설 (1984~1987)
- 1989년 상계 신시가지 건설(42,874호) (1986~1989)
- 1995년 산본 신도시 건설(41,743호) (1988~1995)
- 1997년 분당 신사옥 이전
- 1998년 국내최초 국민임대 주택건설 (수원정자)
- 2002년 친환경건축물 인증기관 지정
- 2004년 국내최초의 10년 공공임대아파트 건설(오산세교)
- 2005년 주택건설 166만호 달성
- 2006년 주택공영개발사업 최초 실시(성남판교)
- 2007년 주택건설 195만호 달성
- 2007년 공기업 최초 사업부제 조직 개편
- 2007년 대한민국 주거서비스대상(친환경부문 최우수상) 수상
- 2009년 한국토지주택공사로 통폐합후 해체

## 주요사업
주택 건설
- 주택 (공공분양주택, 공공임대주택, 영구임대주택, 국민임대주택)
- 상가
- 용지

도시,건설
- 신도시사업 (파주운정, 아산, 양주, 성남판교, 대전서남부, 부산정관)
- 택지개발사업
- 도시정비사업

주거복지
품질시험업무
안전진단
수탁보상
집단에너지사업

## 아파트 브랜드
- 휴먼시아
- 뜨란채
- 그린빌